# الیکایی-دم‌خاری کلاه‌بلوطی
الیکایی-دم‌خاری کلاه‌بلوطی یا الیکایی-دم‌خاری کلاه‌کُرَنگ (نام علمی: Spartonoica maluroides)، گونه‌ای از پرندگان در زیرخانواده Furnariinae از خانواده تنورمرغان (Furnariidae) است که در آرژانتین، برزیل، پاراگوئه و اروگوئه یافت می‌شود.